# Тооламаа (Тарту)
То́оламаа (ест. Toolamaa küla) — село в Естонії, у волості Тарту повіту Тартумаа.

## Населення
Чисельність населення на 31 грудня 2011 року становила 26 осіб.